# Campeonato do Mundo de Hóquei em Patins Sub-20 de 2019
O Campeonato do Mundo de Hóquei em Patins Sub-20 de 2019 foi a 9ª edição do Campeonato do Mundo de Hóquei em Patins Sub-20 e a Segunda a ser integrada nos Jogos Mundiais de Patinagem. Esta competição foi organizada pela FIRS.

## Classificação Final
| Campeonato do Mundo | Campeonato do Mundo |      |                |  |
| Rank                | Pais                | Rank | Pais           |  |
| ------------------- | ------------------- | ---- | -------------- |  |
|                     | Espanha             | 7    | Suíça          |  |
|                     | Argentina           | 8    | Estados Unidos |  |
|                     | Portugal            | 9    | Andorra        |  |
| 4                   | Itália              | 10   | Inglaterra     |  |
| 5                   | Chile               | 11   | Moçambique     |  |
| 6                   | Colômbia            | 12   | Índia          |  |

### Internacional
- site oficial 2019
- ws america
- ws europe
- world skate
- FPP
- CBHP
- HóqueiPatins.pt
- hoqueipt
- plurisports